# トキソイド
トキソイド（英: toxoid）は、外毒素をホルマリンなどで処理することにより、免疫原性を有した状態でその毒性を消失したもの。類毒素とも呼ばれる。不活化ワクチンの一種であるとされることもあるが、不活化ワクチンが病原体そのものを対象とするのに対して、トキソイドは細菌の外毒素を対象とするものであり、両者は異なる概念であるとされることもある。破傷風、ジフテリアの予防に利用される。